# Harcy
Harcy est une commune française située dans le département des Ardennes, en région Grand Est.

## Géographie

### Localisation
Situé au sud-ouest du massif de l'Ardenne dans le nord du département des Ardennes, à la limite géologique entre les terrains primaires (Cambrien au nord) et les terrains secondaires (marnes et calcaires marneux du Lias au sud), Harcy fait encore partie de l'Ardenne mais plonge déjà vers cette dépression périphérique, ce couloir où coulent la Chiers, la Meuse et plus particulièrement la Sormonne et qui conduit au carré (affleurements sédimentaires du Bassin parisien) qui constitue le reste du département.
Les ruisseaux qui arrosent Harcy sont : 
- le ruisseau de la Richolle
- le ruisseau du Pont Gilles
- le ruisseau du fond de Falette
- le noir Ruisseau

Les écarts et lieux-dits de Harcy sont ; 
- le Montlieu (hameau/écart)
- le Pavé (hameau/écart)
- le Pré Menseau ou Prémanteau (hameau/écart)
- la Croix du Cavalier (croisement, lieu-dit)

Les étangs de Harcy sont :
- l'étang des Agasses
- l'étang d'Oby
- l'étang Canel
- l'étang du Roseau
- l'étang du Bois Moulin

### Hydrographie
La commune est dans le bassin versant de la Meuse au sein du bassin Rhin-Meuse. Elle est drainée par le ruisseau de Fau, le ruisseau la Rimogneuse, le ruisseau l'Ormeau, le ruisseau de L Étang Doby, le ruisseau des Ebouilleaux, le ruisseau le Noir, le ruisseau du Fond de Fallette et le ruisseau du Pont Gilles,.
Le ruisseau de Fau, d'une longueur de 19 km, prend sa source dans la commune des Mazures et se jette  dans la Meuse à Revin, après avoir traversé six communes.

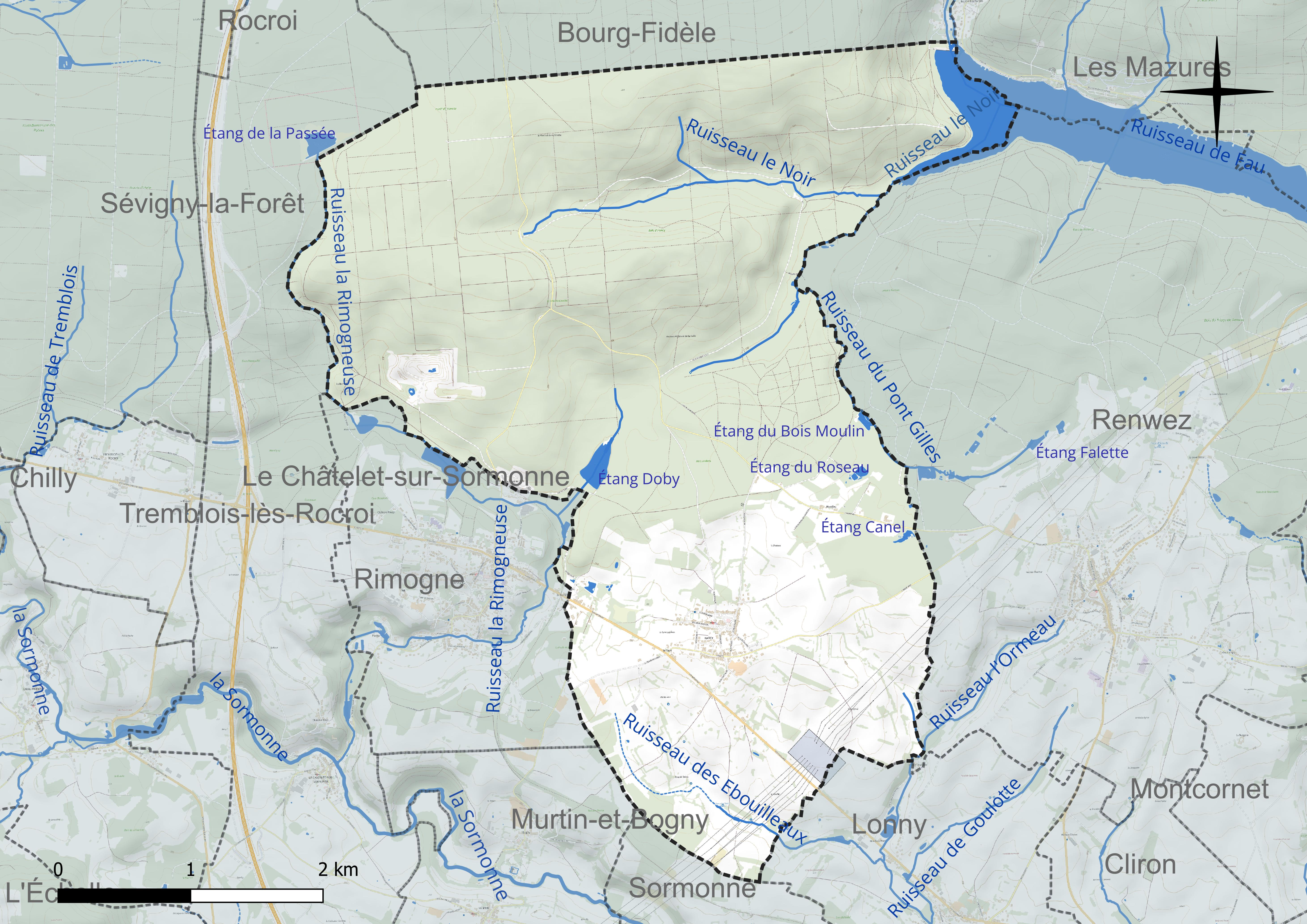
Réseau hydrographique de Harcy.

Six plans d'eau complètent le réseau hydrographique : le lac des Vieilles Forges, d'une superficie totale de 141,1 ha (25,5 ha sur la commune), l'étang Canel (0,5 ha), l'étang de Rosainruz, d'une superficie totale de 4,8 ha (0,2 ha sur la commune), l'étang Doby (4,6 ha), l'étang du Bois Moulin (0,6 ha) et l'étang du Roseau (0,2 ha),.

### Climat
Pour des articles plus généraux, voir Climat du Grand Est et Climat des Ardennes.
En 2010, le climat de la commune est de type climat de montagne, selon une étude du Centre national de la recherche scientifique s'appuyant sur une série de données couvrant la période 1971-2000. En 2020, Météo-France publie une typologie des climats de la France métropolitaine dans laquelle la commune est exposée à un climat océanique altéré et est dans une zone de transition entre les régions climatiques « Nord-est du bassin Parisien » et « Lorraine, plateau de Langres, Morvan ».
Pour la période 1971-2000, la température annuelle moyenne est de 9,4 °C, avec une amplitude thermique annuelle de 15,6 °C. Le cumul annuel moyen de précipitations est de 1 042 mm, avec 13,7 jours de précipitations en janvier et 10,1 jours en juillet. Pour la période 1991-2020, la température moyenne annuelle observée sur la station météorologique de Météo-France la plus proche, « Rocroi », sur la commune de Rocroi à 10 km à vol d'oiseau, est de 9,5 °C et le cumul annuel moyen de précipitations est de 1 210,4 mm. 
La température maximale relevée sur cette station est de 37,6 °C, atteinte le 25 juillet 2019 ; la température minimale est de −14,7 °C, atteinte le 4 février 2012,,.
Les paramètres climatiques de la commune ont été estimés pour le milieu du siècle (2041-2070) selon différents scénarios d'émission de gaz à effet de serre à partir des nouvelles projections climatiques de référence DRIAS-2020. Ils sont consultables sur un site dédié publié par Météo-France en novembre 2022.

## Urbanisme

### Typologie
Au 1er janvier 2024, Harcy est catégorisée commune rurale à habitat dispersé, selon la nouvelle grille communale de densité à 7 niveaux définie par l'Insee en 2022.
Elle est située hors unité urbaine. Par ailleurs la commune fait partie de l'aire d'attraction de Charleville-Mézières, dont elle est une commune de la couronne,. Cette aire, qui regroupe 132 communes, est catégorisée dans les aires de 50 000 à moins de 200 000 habitants,.

### Occupation des sols
L'occupation des sols de la commune, telle qu'elle ressort de la base de données européenne d’occupation biophysique des sols Corine Land Cover (CLC), est marquée par l'importance des forêts et milieux semi-naturels (68,3 % en 2018), en diminution par rapport à 1990 (69,9 %). La répartition détaillée en 2018 est la suivante : 
forêts (60,4 %), prairies (19,5 %), milieux à végétation arbustive et/ou herbacée (7,9 %), terres arables (7,1 %), zones urbanisées (2,1 %), mines, décharges et chantiers (1,4 %), eaux continentales (1,4 %), zones agricoles hétérogènes (0,2 %). L'évolution de l’occupation des sols de la commune et de ses infrastructures peut être observée sur les différentes représentations cartographiques du territoire : la carte de Cassini (XVIIIe siècle), la carte d'état-major (1820-1866) et les cartes ou photos aériennes de l'IGN pour la période actuelle (1950 à aujourd'hui).

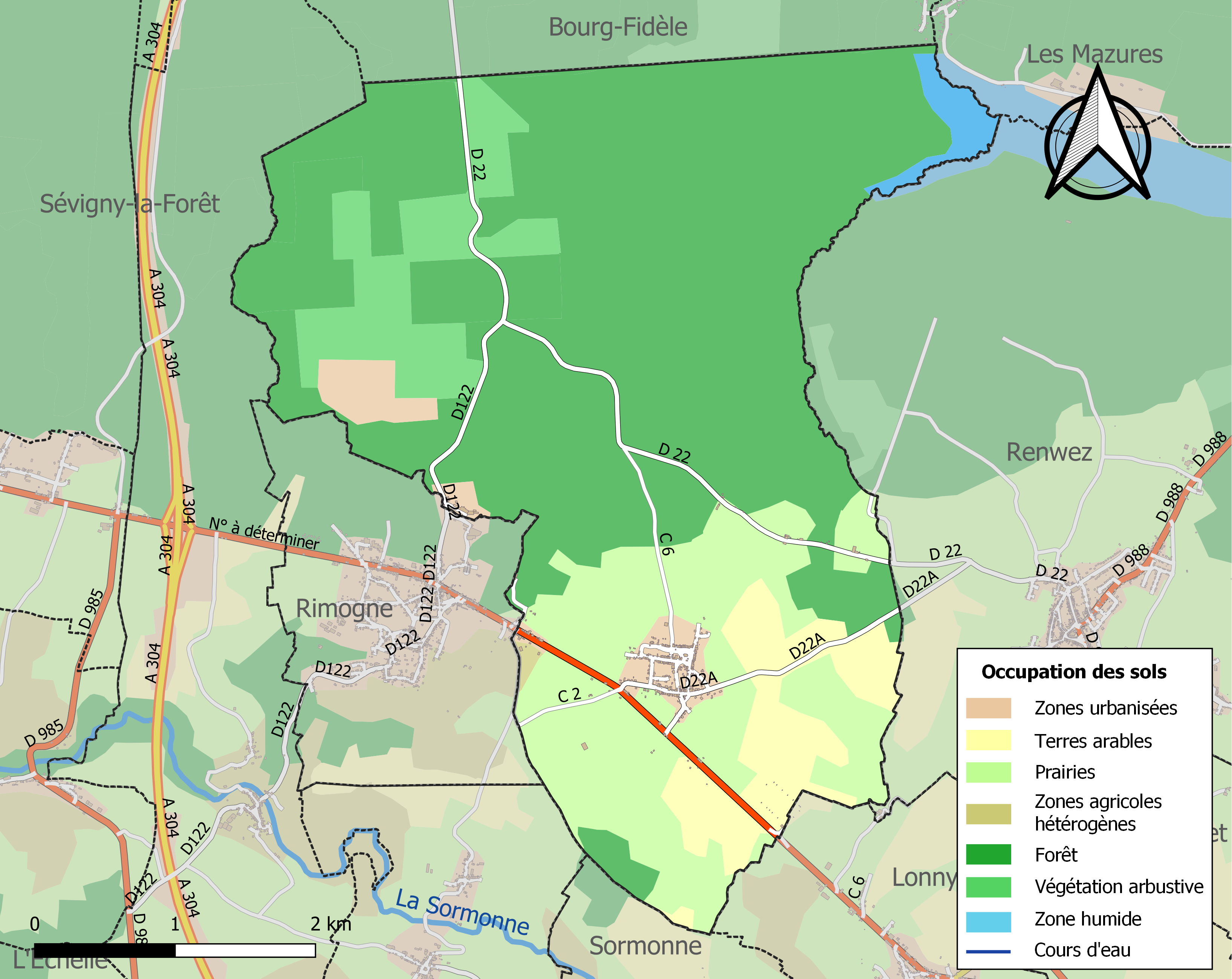
Carte des infrastructures et de l'occupation des sols de la commune en 2018 (CLC).

## L'origine du nom
Selon Jean-Baptiste Lépine : (monographie de l'ancien marquisat de Montcornet en Ardennes et des communes de Renwez).
"Arsis, Arcis, Arcies, Arcy, Arcys, Warcy, Harcys, Harcy... toutes dénominations qui dériveraient ou du latin arcis, arccio ; ou du grec apre, arx, arce ; ou du celtique waarcy, dont la signification est à peu de chose près la même : pont, gué, passage, placé en deçà d'une hauteur."
Selon Dom Albert Noël : (notice historique sur le canton de Renwez)
Contestant l'explication étymologique de J-B Lépine qu'il qualifie de "trop fantaisiste", A. Noël lui préfère cette interprétation plus historique : "Au XIe siècle, le terrain fut donné par les seigneurs de Rumigny aux moines de Saint-Nicaise de Reims, qui le firent défricher en partie par leurs manants de la terre des Pôtés. De là, le nom de l'humble bourgade, villa de terris arsis, village des terres brûlées, et, par ellipse, Arsis, d'où le nom vulgaire Harcys, Harcy. (...) Ce nom paraît alors pour la première fois dans la bulle d'Alexandre III, du 8 février 1169. (...) Le souverain-pontife, confirmant la dotation du prieuré de Ham, reconnaît que Pierre de Montcornet y a compris la dîme entière de Harcy, par où l'on sait que la paroisse existait dès lors ; d'ailleurs, tous nos plus anciens pouillés ont maintenu ce titre au village. Voici l'extrait de celui de 1306 : paragraphe IV. Decanatus de Alneto. Valet 40 lib. parisis Parrochia de Harcis, fundata in hon. S. Petri, apostoli. Patronus, Abba S. Nicasii Remensis."

## Histoire

### Historique du territoire d'Harcy
À l'origine, tout le territoire faisait partie de la forêt de Thiérache qui tire son nom d'un des Mérovingiens à qui elle fut donnée en partage. Démembrement de l'immense forêt des Ardennes qui, au temps de César, occupait tout le nord de la Gaule.
À l'époque romaine donc, parmi les neuf pagi ou pays qui se partageaient la "région ardennaise", celui auquel devait appartenir le terroir d'Harcy était sans nul doute le pagis Teorascensis -la Thiérache-, qui fait maintenant partie intégrante de l'Aisne, mais de laquelle, autrefois, relevaient l'abbaye de Sept-Fontaines (Blanchefosse), Rocroi, Renwez, Montcornet (indifféremment appelé, jadis, Montcornet en Ardenne ou en Rethélois), Signy-le-Petit ; puis, pour moitié, les cantons de Mézières et de Rumigny.
D'après A. Noël, l'emplacement de la paroisse d'Harcy serait désigné dans la célèbre bulle-pancarte octroyée le 10 avril 1113 à Joranne, abbé de Saint-Nicaise, par Pascal II, dans les termes suivants : (...) quercetum sub monte et memus de arsuris. Le pape énumère les possessions de l'abbaye, dans nos contrées de Chimay, et il cite une chênaie sur une côte, avec le bois des terres à défricher. C'est à cette époque que le village fut bâti par les moines de Saint-Nicaise, et il était construit depuis de longues années en 1169, date à laquelle il a été fait référence dans l'origine du nom d'Harcy.
Vers 1250, Nicolas, seigneur de Rumigny, approuve la donation de la dîme de Sormonne, de Harcy et de Montcornet, faite au monastère de Saint-Nicaise de Reims par Albric, chevalier de Lislet.
Murtin, village voisin, paraît avoir été construit peu après, et resta attaché à Harcy comme premier secours jusqu'en 1687.
Rimogne se trouve également indiqué sur un manuscrit de l'an 1328, vu par Dom Marlot en 1666, comme deuxième secours de la paroisse-mère d'Harcy.

### Historique de la châtellenie d'Harcy
Harcy était autrefois une terre seigneuriale, une modeste châtellenie annexée au marquisat de Montcornet dès 1561.
Les premiers seigneurs d'Harcy ne sont pas connus et le premier à être mentionné semble être Rault de Flandry qui paraît avoir exercé une magistrature à Revin, en 1416.
Dates marquantes :
- 1416 : Rault de Flandry, magistrat à Revin.
- 1465 : Sieur Jean de Villiers, seigneur d'Haudrecy.
- ???? : La famille de Pavant.
- 1519 : Jean de Lannoy et Marie de Pavant, sa femme, héritière de Claude et de Guibert de Pavant, seigneurs d'Haudrecy.
- 1561 : Annexion d'Harcy au marquisat de Montcornet. Saisie et vente de la châtellenie par décret sur Marie de Pavant. La seigneurie est acquise, achetée par Antoine de Croï, seigneur, baron de Montcornet (pour une rente annuelle de 25 livres à Marie de Pavant).
- 1578 : Revente au sieur de Saint-Vrain, César Bernier, qui arrondit ainsi son petit comté de Lonny. Toutefois, Philippe de Croï se réserve le château, ses fossés et viviers ainsi que la justice.
- 1633 : Harcy est frappé par une peste si intense que, selon J-B Lépine, on ne portait plus les morts à l'église, qu'on les enterrait dans les jardins, le cimetière étant devenu insuffisant.
- 1641 : Jean l'Escuyer, capitaine d'une compagnie de gens à pied est le commandant du château d'Harcy et y tient garnison.
- 1643 : Bataille de Rocroi
- 1654 : Prise de Rocroi par les troupes espagnoles. Harcy est presque entièrement ravagé, ainsi que Tournes, le Ham, Cliron, et Charroué. L'ennemi enlève à Harcy : 34 bêtes à cornes et tous les chevaux qui lui tombent sous la main.
- ???? : La seigneurie d'Harcy entre, par mariage, dans la maison d'Epinoy qui est d'origine flamande.
- 1734 : Claude-Aimée d'Epinoy la laisse à son fils Jules, seigneur du Mont-de-Pierre et capitaine de cavalerie.
- 1779 : À cette date, Joseph-Maximilien Guislain de Béthune, marquis de Béthune, et Magdeleine Dufay-d'Athies, sa femme, sont seigneurs d'Harcy, et après eux, le vicomte de Salse, originaire de Catalogne qui possède encore la seigneurie d'Harcy au moment de la Révolution.

## Politique et administration
| Période                                  | Période                   | Identité                                     | Étiquette | Qualité      |
| ---------------------------------------- | ------------------------- | -------------------------------------------- | --------- | ------------ |
| avant 1988                               | ?                         | André Dangremont                             | PS        |              |
| 1995                                     | 2001                      | Hubert Lahure                                |           |              |
| mars 2001                                | En cours (au 23 mai 2020) | Joël Richard, Réélu pour le mandat 2020-2026 | DVD       | Ancien cadre |
| Les données manquantes sont à compléter. |                           |                                              |           |              |

Harcy a adhéré à la charte du parc naturel régional des Ardennes, à sa création en décembre 2011.

## Démographie
L'évolution du nombre d'habitants est connue à travers les recensements de la population effectués dans la commune depuis 1793. Pour les communes de moins de 10 000 habitants, une enquête de recensement portant sur toute la population est réalisée tous les cinq ans, les populations de référence des années intermédiaires étant quant à elles estimées par interpolation ou extrapolation. Pour la commune, le premier recensement exhaustif entrant dans le cadre du nouveau dispositif a été réalisé en 2004.

En 2022, la commune comptait 503 habitants, en évolution de −0,4 % par rapport à 2016 (Ardennes : −2,97 %, France hors Mayotte : +2,11 %).
| 1793 | 1800 | 1806 | 1821 | 1831 | 1836 | 1841 | 1846 | 1851 |
| ---- | ---- | ---- | ---- | ---- | ---- | ---- | ---- | ---- |
| 430  | 476  | 460  | 491  | 530  | 585  | 656  | 812  | 868  |

| 1866 | 1872 | 1876 | 1881 | 1886 | 1891 | 1896 | 1901 | 1906 |
| ---- | ---- | ---- | ---- | ---- | ---- | ---- | ---- | ---- |
| 821  | 761  | 817  | 816  | 786  | 778  | 705  | 670  | 594  |

| 1911 | 1921 | 1926 | 1931 | 1936 | 1946 | 1954 | 1962 | 1968 |
| ---- | ---- | ---- | ---- | ---- | ---- | ---- | ---- | ---- |
| 541  | 523  | 467  | 478  | 459  | 369  | 390  | 393  | 402  |

| 1975 | 1982 | 1990 | 1999 | 2004 | 2006 | 2009 | 2014 | 2019 |
| ---- | ---- | ---- | ---- | ---- | ---- | ---- | ---- | ---- |
| 403  | 419  | 447  | 459  | 481  | 486  | 506  | 503  | 504  |

| 2022 | - | - | - | - | - | - | - | - |
| ---- | - | - | - | - | - | - | - | - |
| 503  | - | - | - | - | - | - | - | - |

Depuis 1999, la population a augmenté de 29 habitants (+ 6,4 %)

## Culture locale et patrimoine

### Lieux et monuments
- L'église Saint-Martin-de-Tours
- Le château d'Harcy
- La fontaine Saint-Meen (source, fontaine, lavoir)
- Le lac des Vieilles Forges
- La Rocaille (ardoisière)
- La Fosse-aux-Bois (ardoisière)
- Le Blanc-Marais (ardoisière)
- Le Risque-Tout (ardoisière)
- Le Trou-Pereux (ardoisière)

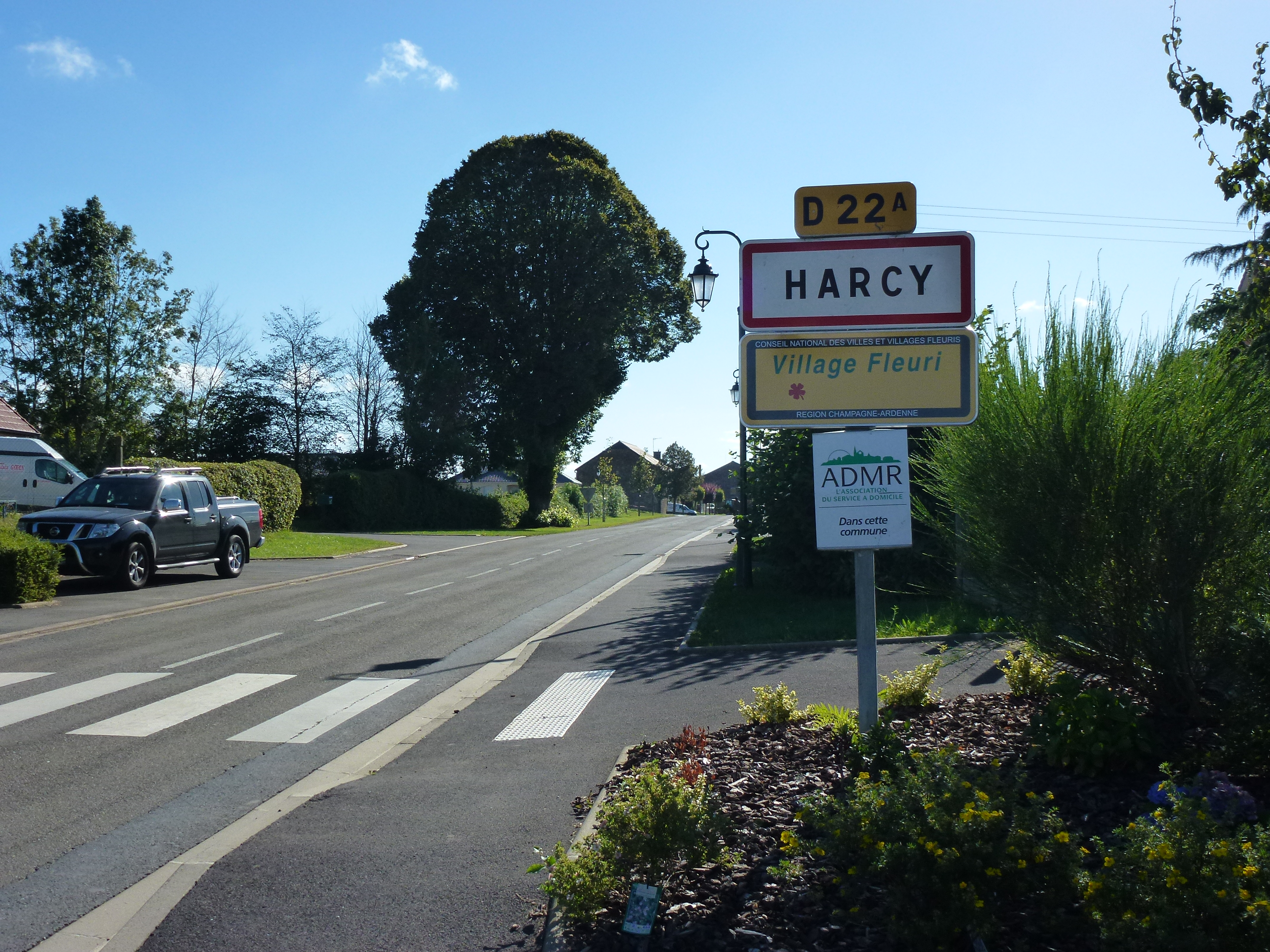
Entrée de Harcy.
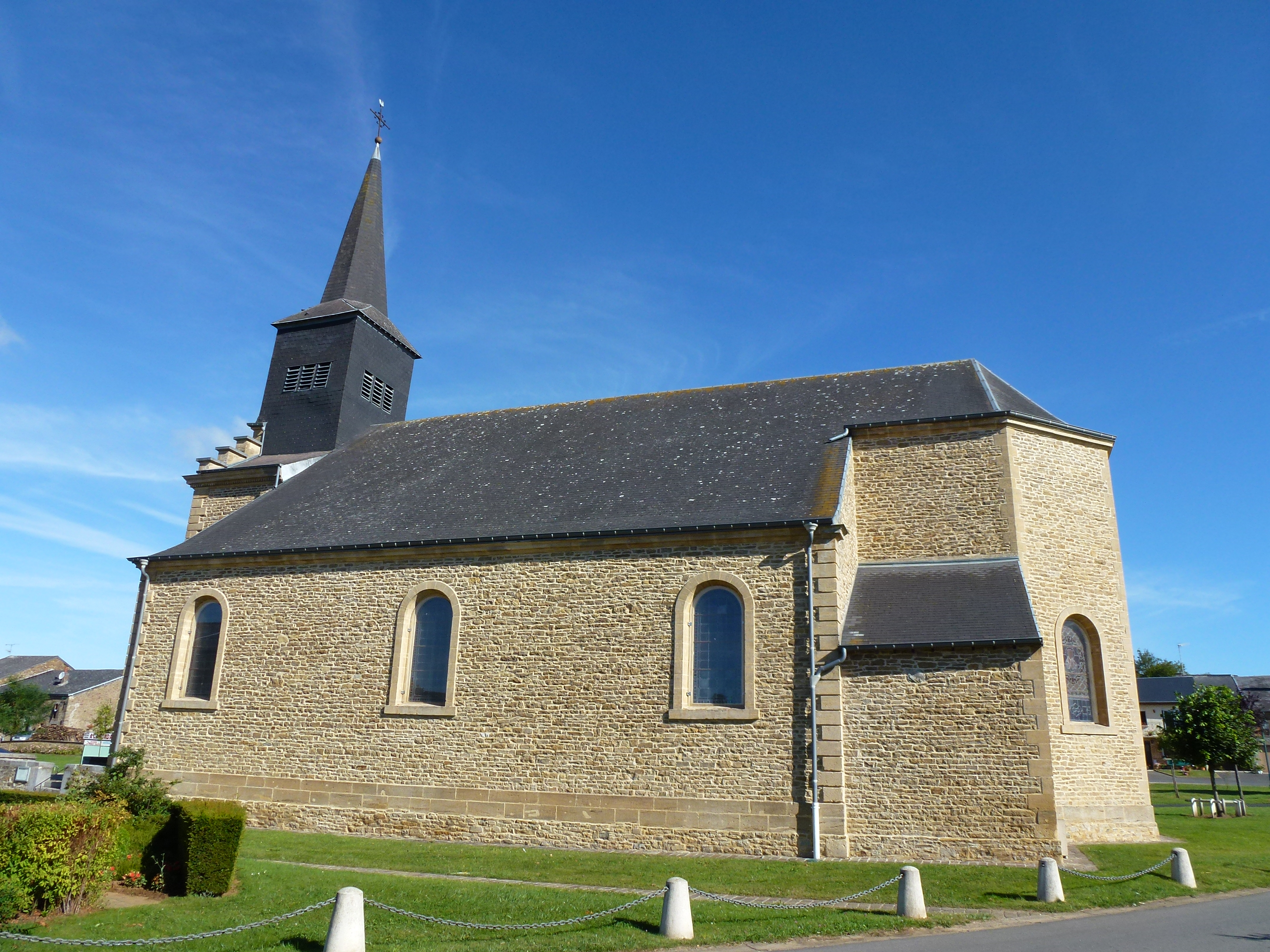
L'église Saint-Martin.
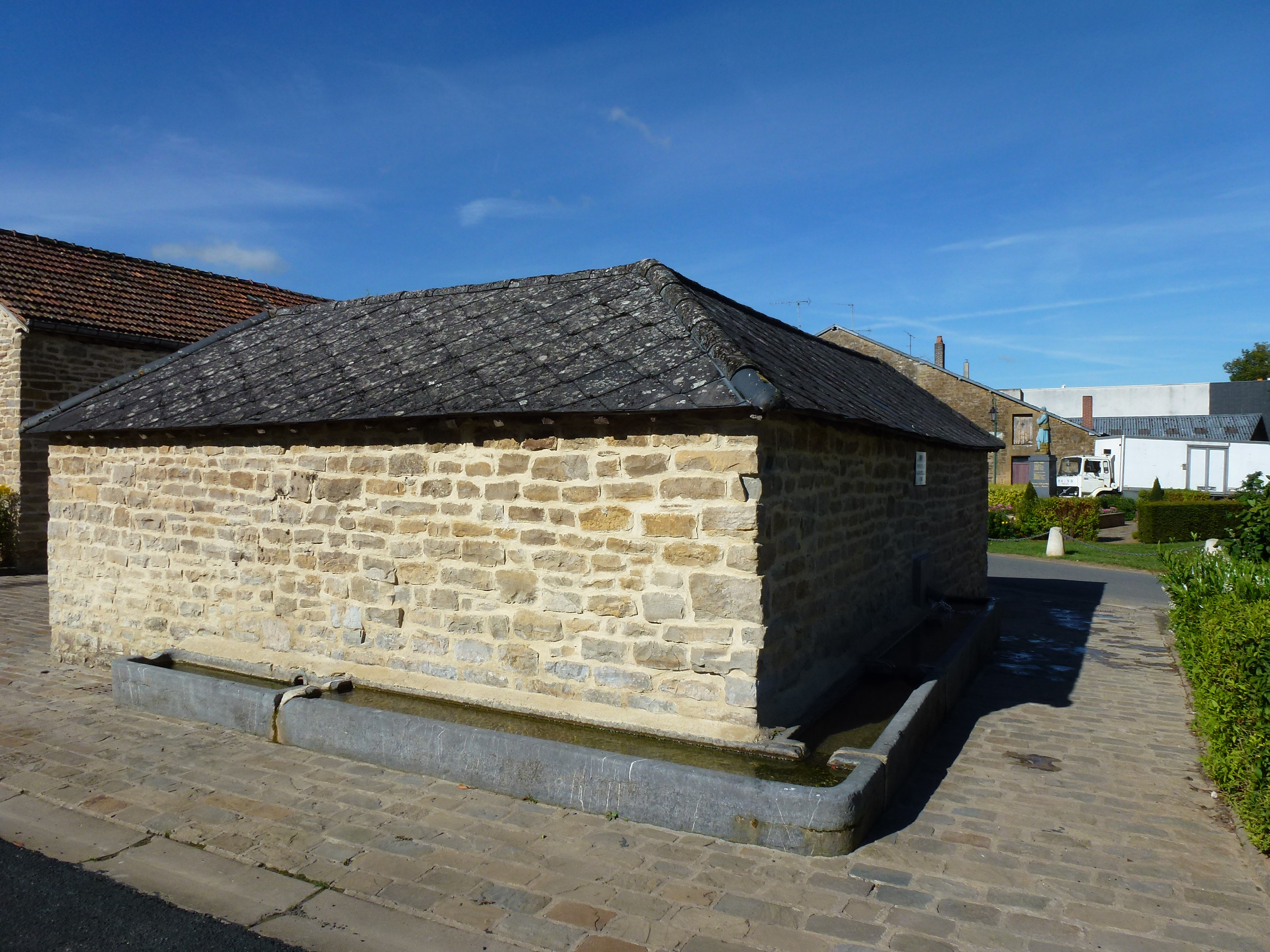
Lavoir.
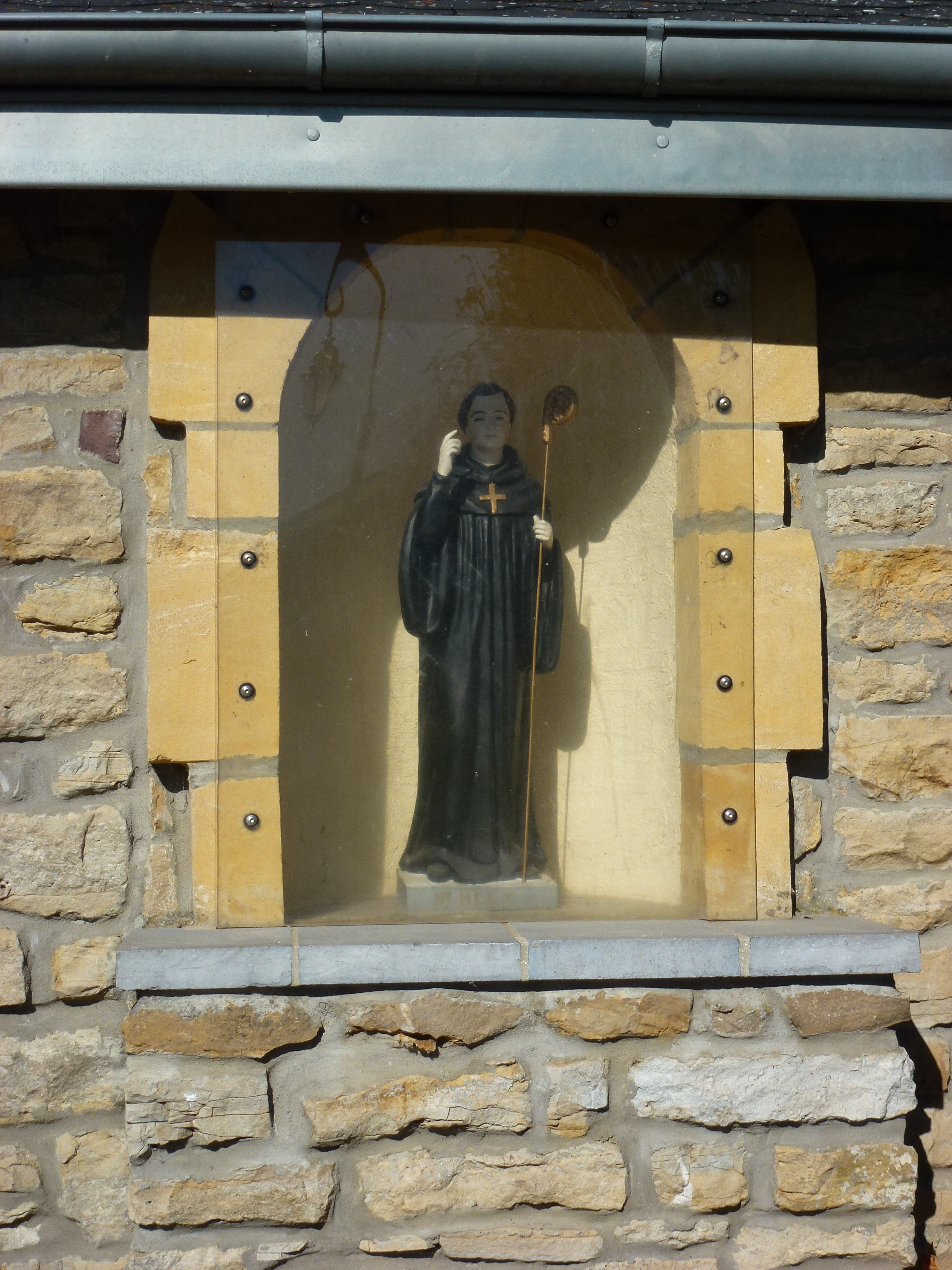
Statue saint Meen dans le mur du lavoir.

### Personnalités liées à la commune
- L'écrivain Claude-Edmond Braulx avec, en particulier, l'une de ses productions directement inspirée de l'histoire du village durant la période de 1900 à 1918 et intitulée : "Les Dits de Camille Mauperon d'Harcy".
- L'artiste peintre Jacques Bertaux est né à Harcy.

### Héraldique
| Armes de Harcy | Les armes de Harcy se blasonnent ainsi : Parti : au 1er d’azur au lion d’or, au 2e d’or à la crosse d’azur accostée de deux feuilles de chêne de sinople, le tout sommé d’un chef bastillé de cinq merlons de gueules. |